# 田島政次
田島 政次（たじま まさじ、1929年4月5日 - ）は、日本の陸上競技選手。
1952年ヘルシンキオリンピックでは走幅跳と100m走、1956年メルボルンオリンピックでは走幅跳と400mリレーに出場した。

## 経歴
佐賀県佐賀郡久保田村（現在の佐賀市久保田町）生まれ。小学校時代にオリンピックの記録映画を見、オリンピック出場を志したという。佐賀県立佐賀工業学校（現在の佐賀県立佐賀工業高等学校）機械科に入学し、本格的に走幅跳を始めた。
1947年に佐賀工業学校を卒業し、いったん社会人となったのち、中央大学に入学。中央大学在学中の1950年から1953年にかけ、日本陸上競技選手権大会の走幅跳種目を4連覇した。
1951年の第1回アジア大会（ニューデリー）では、走り幅跳びで金メダルを獲得、また400mリレー（細田富男・田島政次・大橋敏宏・生駒一太）でも優勝した。
1952年のヘルシンキオリンピックでは、走幅跳と100m走に出場。100m走では予選落ちしたが、走幅跳では7.00mを記録して10位と健闘した。
1954年アジア競技大会（マニラ）では、400mリレー（TAKATANI Yoshihiro・田島政次・細田富雄・清藤亨）で金メダルを獲得した。
大学卒業後、いったんは陸上競技を引退したが、1956年のメルボルンオリンピックでは、走幅跳と400mリレーに出場した（オリンピック時の所属は読売新聞社）。走幅跳びでは7m11を跳ぶものの予選落ち。400mリレー（赤木完次・潮喬平・清藤亨・田島政次）も予選落ちとなった。
その後は日本オリンピック委員会（JOC）で広報などを担当した。2018年には、メダルやユニフォームなどを母校の佐賀工業高校に寄贈した。